# Chuck Howley
Chuck Howley (Wheeling (Virginia Occidental), 28 de junio de 1936) fue un linebacker de fútbol americano que jugó para los Chicago Bears y los Dallas Cowboys entre 1958 y 1973. Howley es uno de lo siete jugadores de los Dallas Cowboys nombrados Super Bowl MVP.

## Carrera profesional
Originalmente elegido por los Bears en la selección de 1958, Howley apenas jugó dos temporadas con el equipo debido a que una lesión en una práctica lo obligó a retirarse prematuramente. Cuando decidió volver en 1961, los Bears transfirieron sus derechos a los Dallas Cowboys que lo tomaron a cambio de ceder sus elecciones de draft en la segunda y novena ronda.
Howley jugó 165 juegos con los Cowboys, incluyendo 2 Super Bowls. En la edición V, Howley consiguió dos intercepciones y recuperó un fumble, suficiente para ser nombrado Super Bowl MVP a pesar de que su equipo perdió el juego ante los Baltimore Colts. Fue la primera vez que un jugador del equipo vencido y la primera vez que un jugador defensivo obtenía el título de Jugador Mas Valioso.
Un año después, en el Super Bowl VI los Cowboys nuevamente llegarían a la disputa del campeonato y Howley tuvo una destacada actuación que le mereció ser considerado para llevarse el MVP de nueva sin embargo finalmente le fue otorgado a Roger Staubach. Los Cowboys ganaron el juego y lograron así su primer título de la NFL.
El 14 de octubre de 1973 los Cowboys jugaron un partido contra los Buccaners el cual el marcador quedó 41 - 23 a favor de los Dallas Cowboys, Tampa Bay al ver esto quiso fichar al jugador al principio quisieron hacerlo a través de los negocios pero al final tuvieron que hacerlo a través de un juzgado, como consecuencia, Dallas perdió a Howley y tuvo que marcharse a los Tampa Bay Buccaners.
- Datos: Q332255